# Черч, Саймон
Са́ймон Ри́чард Черч (англ. Simon Richard Church; 10 декабря 1988, Хай-Уиком) — валлийский футболист, нападающий. Выступал за сборную Уэльса.

## Карьера

### Начало карьеры
В 9 лет, играя в детском турнире, он был замечен скаутами «Уиком Уондерерс», располагавшегося в его родном городе, и по их рекомендации вошёл в академию клуба. Спустя пять лет он перешёл в юношескую академию «Рединга» как часть сделки по переходу Натана Тайсона в «Уиком». Ещё находясь в академии, он уже был в резерве основной команды. 6 июля 2007 года он подписал первый профессиональный контракт с Редингом сроком на 1 год, но из-за жёсткой конкуренции, был отправлен в аренду набираться опыта.

### «Кру Александра»
19 октября 2007 года игрок был отдан в аренду в клуб первой футбольной лиги Англии «Кру Александра» на 1 месяц. Однако там молодой нападающий произвёл очень хорошее впечатление, и аренда была продлена до января 2008. В клубе Черч носил 31 номер. 20 октября 2007, выйдя в стартовом составе, отдал свою первую голевую передачу, а 27 октября забил свой первый гол за клуб в ворота «Челтнем Таун». Матч окончился ничьей 2:2. Несмотря на всего один забитый мяч, являлся одним из самых активных игрок передней линии.

### «Йовил Таун»
На оставшуюся часть сезона желание арендовать игрока выразил клуб «Йовил Таун», также выступавший в первой футбольной лиге. 29 января 2008 Саймон Черч перешёл в «Йовил Таун» до конца сезона. Там он не сумел проявить себя, сыграл всего 6 матчей и в конце сезона вернулся в Рединг.

### «Уиком Уондерерс»
Начало сезона 2008-09 Черч встретил в «Рединге» и даже успел провести там 2 матча. Но вслед за этим Черч на правах аренды перешёл в свой родной клуб «Уиком Уондерерс». Инициатором сделки явился главный тренер «Уикома» Питер Тейлор. Месяц аренды был сокращён в связи с красной карточкой и последовавшей за этим дисквалификацией на три матча. Но 20 октября срок аренды был продлён ещё на два месяца.

### «Лейтон Ориент»
Конец сезона Саймон Черч провёл в «Лейтон Ориент», куда он перебрался 17 февраля 2009 года. Первоначально аренда была рассчитана на один месяц, но позже продлена до конца сезона.

### Возвращение в «Рединг»
12 мая 2009 года Саймон Черч дебютировал за основной состав Рединга в полуфинальном матче с «Бернли». После расставания клуба с Дэйвом Китсоном и Кевином Дойлом он стал чаще появляться на поле, а после претендовать на место Шейна Лонга в стартовом составе. 19 сентября он забил свой первый гол в лиге в матче с «Питерборо» и посвятил его своему отцу, который погиб в начале месяца. 2 января 2010 года он забил Ливерпулю в третьем раунде кубка Англии и вырвал для Рединга ничью на «Мадейски Стэдиум» — 1:1. В ответном матче «Рединг» выиграл 2:1 и прошёл в следующий раунд. Четыре дня спустя ему был предложен новый контракт до 2013 года. В феврале он забил пару голов в матче против «Кристал Пэлас», победа в котором позволила Редингу подняться из зоны вылета. В сезоне 2011-12 благодаря действиям Саймона Черча «Редингу» удалось выиграть Чемпионат Футбольной лиги Англии и выйти в Английскую Премьер-лигу.

## Международная карьера
Несмотря на тот факт, что Черч родился в Англии, он имеет право выступать за сборную Уэльса, так как его прародители родом из Ньюпорта. Он дебютировал за молодёжную сборную Уэльса, выйдя на замену в матче со Швецией 21 августа 2007 года. 10 октября 2008 года Черч забил два гола в ворота молодёжной сборной Англии. Также он забил второй гол в матче плей-офф против Англии, аккуратно перебросив Джо Харта. Но по сумме двух матчей валлийцы проиграли 5:4 и не попали на финальную часть турнира. В марте 2009 года Саймон Черч стал капитаном сборной Уэльса (до 21).
29 марта 2009 года Черч дебютировал в составе основной сборной Уэльса в товарищеском матче с Эстонией. Он получил вызов в сборную на матч против Италии (до 21 года) и отборочный матч чемпионата Мира 2010 года против России, но не участвовал в этих поединках из-за смерти отца. 14 ноября в товарищеском матче против Шотландии он забил свой первый гол за основную сборную.

## Статистика выступлений

### Клубная статистика
По состоянию на 21 августа 2012.
| Клуб                     | Сезон            | Лига  | Лига | Кубок Англии | Кубок Англии | Кубок лиги | Кубок лиги | Всего | Всего |
| Клуб                     | Сезон            | Матчи | Голы | Матчи        | Голы         | Матчи      | Голы       | Матчи | Голы  |
| ------------------------ | ---------------- | ----- | ---- | ------------ | ------------ | ---------- | ---------- | ----- | ----- |
| Кру Александра (аренда)  | 2007-08          | 12    | 1    | 2            | 0            | 0          | 0          | 14    | 1     |
| Йовил Таун (аренда)      | 2007-08          | 6     | 0    | 0            | 0            | 0          | 0          | 6     | 0     |
| Рединг                   | 2008-09          | 1     | 0    | 1            | 0            | 0          | 0          | 2     | 0     |
| Уиком Уондерерс (аренда) | 2008-09          | 9     | 0    | 0            | 0            | 0          | 0          | 9     | 0     |
| Лейтон Ориент (аренда)   | 2008-09          | 13    | 5    | 0            | 0            | 0          | 0          | 13    | 5     |
| Рединг                   | 2009-10          | 36    | 10   | 6            | 2            | 0          | 0          | 42    | 12    |
| Рединг                   | 2010-11          | 39    | 4    | 4            | 0            | 1          | 0          | 44    | 4     |
| Рединг                   | 2011-12          | 30    | 7    | 1            | 0            | 1          | 0          | 32    | 7     |
| Рединг                   | 2012-13          | 0     | 0    | 0            | 0            | 0          | 0          | 0     | 0     |
| Рединг                   | Всего            | 105   | 21   | 11           | 2            | 2          | 0          | 118   | 23    |
| Всего за карьеру         | Всего за карьеру | 146   | 27   | 14           | 2            | 2          | 0          | 162   | 28    |

## Достижения
Командные достижения
 Рединг
- Победитель Чемпионата футбольной лиги Англии : 2011/12.